# Parque nacional natural de Shatsk
El Parque nacional natural de Shatsk (en ucraniano: Шацький національний природний парк) está ubicado en el raión de Shatsk en la parte noroeste del óblast de Volinia, en Ucrania. Se creó en 1983, con una superficie de 490 km², de los que 188 km²  están liberados para su uso permanente. La Universidad nacional de Volinia Lesya Ukrainka es la responsable científica del parque. Tiene dos senderos ecológicos, Svitiazianka y Lisova Pisnia. También es sitio Ramsar conocido como los lagos de Shatsk y Reserva de la biosfera de la Unesco.

## General
El grupo de lagos Shatski es uno de los más grandes de Europa. Hay más de treinta lagos de medidas variables. Su área total es de casi 70 km². Entre ellos se encuentra el lago Svitiaz, el más profundo en Ucrania, con una área de 28 km² y una profundidad de 58 m. El volumen de agua de todos los lagos es de 310 millones de m³, de los que 180,8 millones de m³ pertenecen al de Svitiaz.

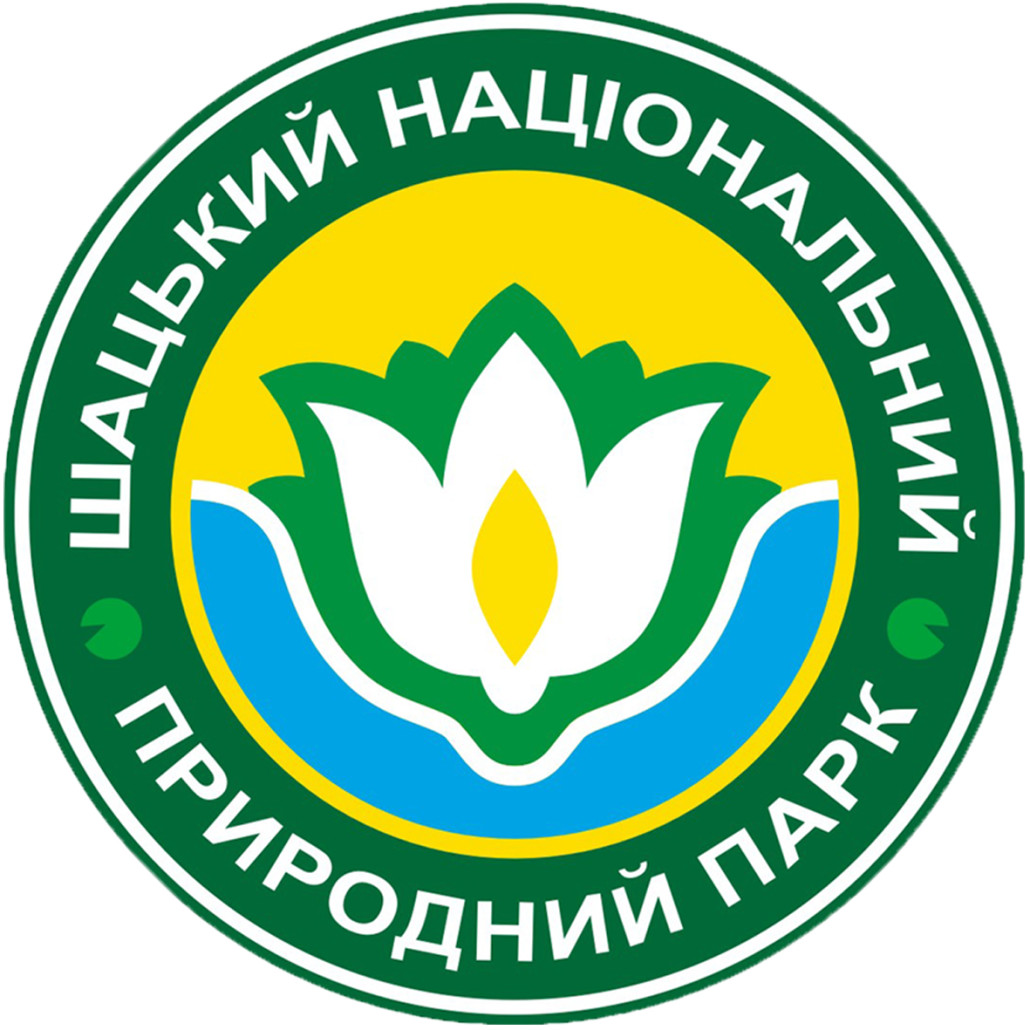
Logotipo de parque

La mayoría de los lagos están unidos entre sí por canales de recuperación de suelos de épocas soviéticas o anteriores, o canales naturales.
La cuenca hidrográfica del raión de Shatsk alimenta las cuencas de los mares Báltico y Negro a través de los ríos Bug y Vístula, Prípiat y Dniéper.
Los bosques ocupan el 52,5% del área general del parque, los pastizales el 7,3%, los pantanos el 2,8% y los embalses el 14,2%. El resto del área está ocupado por granjas y caminos.
De acuerdo con la Convención Ramsar, la zona de los lagos de Shatstk que se encuentra entre el río Prípiat y el Bug Occidental se considera una de las áreas más importantes de Ucrania para las aves. En este territorio, las aves migratorias pueden encontrar lugares para su reproducción así como alimento y descanso en su camino desde el norte hacia países más cálidos.
El SNNP, junto con la administración local, gestiona las principales tareas de protección de la naturaleza. Debido a estos logros, el parque fue incluido en la Red Mundial de Reservas de Biosfera (como Reserva transfronteriza de la biosfera de Polesia Occidental) en el marco del Programa sobre el Hombre y la Biosfera de la UNESCO el 30 de abril de 2002. Por este acto, los lagos Shatsk fueron considerados como algunos de los complejos más preciados de la Tierra. En Ucrania, el lago Svitiaz se considera una de las Siete maravillas naturales de Ucrania.

## Lagos
| N.º   | Nombre        | Superficie en hectáreas | Longitud, m | Anchura, m | Máxima profundidad, m | Profundidad media, m | Volumen, en millones de m³ | Altitud, m |
| ----- | ------------- | ----------------------- | ----------- | ---------- | --------------------- | -------------------- | -------------------------- | ---------- |
| 1     | Svitiaz       | 2750                    | 9225        | 4000       | 58.4                  | 6.9                  | 180.8                      | 163.2      |
| 2     | Pulemetske    | 1569                    | 6125        | 3375       | 19.2                  | 4.1                  | 64.3                       | 162.7      |
| 3     | Luky          | 673                     | 5950        | 1400       | 3.2                   | 2.1                  | 14.1                       | 161.8      |
| 4     | Peremut       | 146                     | 1800        | 1300       | 6.7                   | 2.2                  | 3.2                        | 161.8      |
| 5     | Ostriv'yanske | 257                     | 2500        | 1450       | 3.8                   | 2.3                  | 5.9                        | 162.6      |
| 6     | Pisochne      | 189                     | 1750        | 1450       | 16.2                  | 6.9                  | 13                         | 162.2      |
| 7     | Chorne Male   | 36                      | 875         | 575        | 2.5                   | 1.2                  | 0.4                        | 162.3      |
| 8     | Somynets      | 43                      | 1175        | 525        | 2.8                   | 1.7                  | 0.7                        | 163.4      |
| 9     | Moshno        | 36                      | 800         | 600        | 3                     | 2                    | 0.7                        | 160.7      |
| 10    | Klymivske     | 29                      | 850         | 450        | 3                     | 1.5                  | 0.4                        | 162.4      |
| 11    | Lynovets      | 9.5                     | 450         | 325        | 3.7                   | 1.6                  | 0.2                        | 163.3      |
| 12    | Zvedenka      | 4                       | 225         | 225        | 3.7                   | 1.6                  | 0.2                        | 163.1      |
| 13    | Rytets        | 4.4                     | 250         | 200        | 3.7                   | 1.6                  | 0.2                        | 163.1      |
| 14    | Liutsymer     | 443                     | 3075        | 1875       | 11                    | 4.4                  | 19.5                       | 164.7      |
| 15    | Krymno        | 145                     | 2175        | 925        | 5.5                   | 2.9                  | 4.2                        | 161.7      |
| 16    | Chorne Velyke | 82                      | 1375        | 750        | 6                     | 3                    | 2.5                        | 164.7      |
| 17    | Ozertse       | 13.4                    | 600         | 375        | 3                     | 1.6                  | 0.2                        | 163.1      |
| 18    | Krasynets     | 13.9                    | 550         | 375        | 1.8                   | 1.1                  | 0.2                        | 163.2      |
| 19    | Dovge         | 12                      | 550         | 300        | 3                     | 1.4                  | 0.2                        | 164.1      |
| 20    | Plotychchya   | 11                      | 475         | 325        | 2                     | 0.5                  | 0.1                        | 163        |
| 21    | Krugle        | 8.6                     | 400         | 300        | 2                     | 1                    | 0.1                        | 164.4      |
| 22    | Navrattya     | 2                       | 175         | 150        | 2                     | 1                    | 0.1                        | 163.3      |
| 23    | P'yavochne    | 1                       | 120         | 80         | 2                     | 1                    | 0.1                        | 163.3      |
| 24    | Oleshno       | 5.8                     | 350         | 300        | 2                     | 1                    | 0.2                        | 162.5      |
| Total | –             | 6354.6                  | –           | –          | –                     | –                    | 311.5                      |            |

### Lago Svitiaz

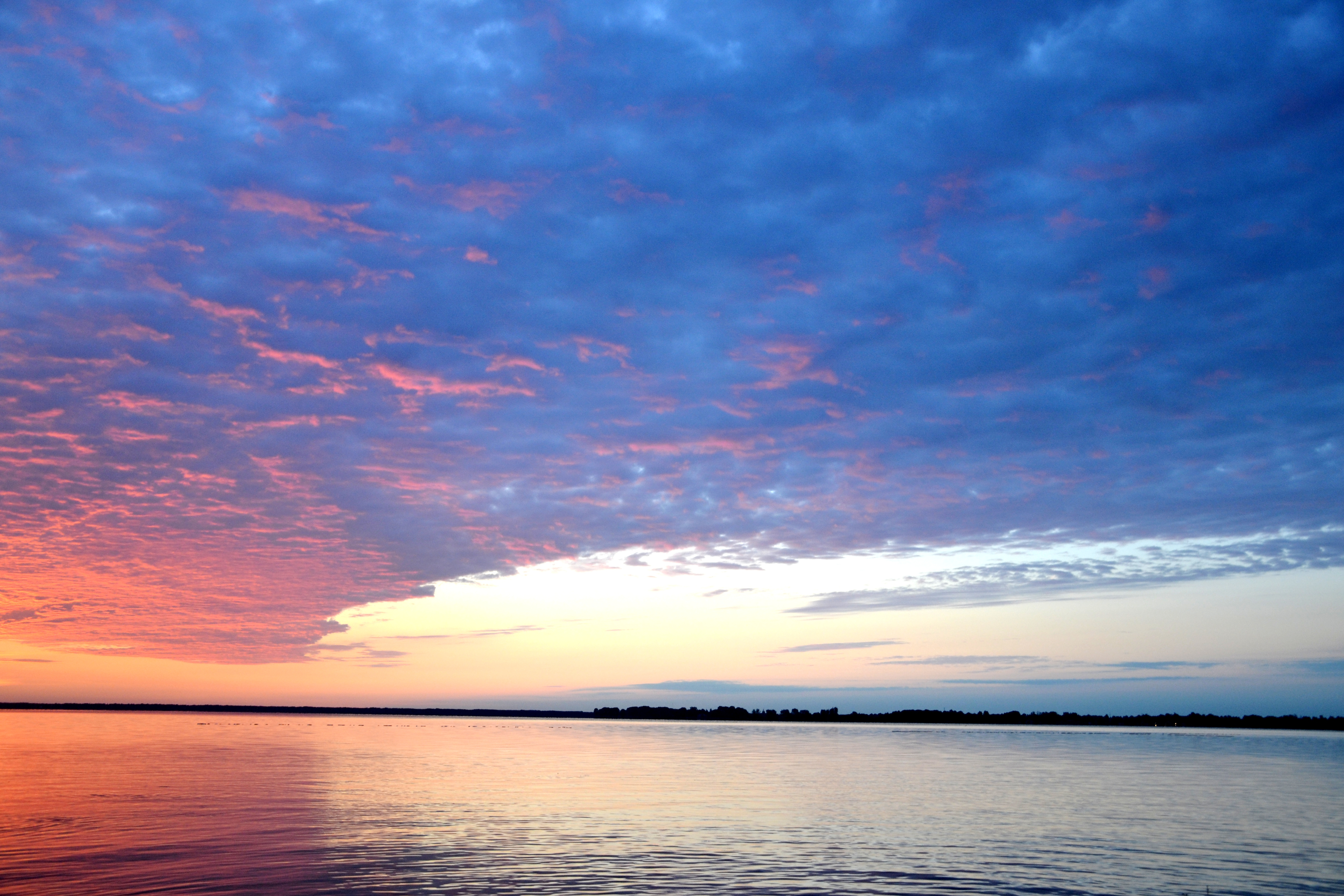
Lago Svityaz

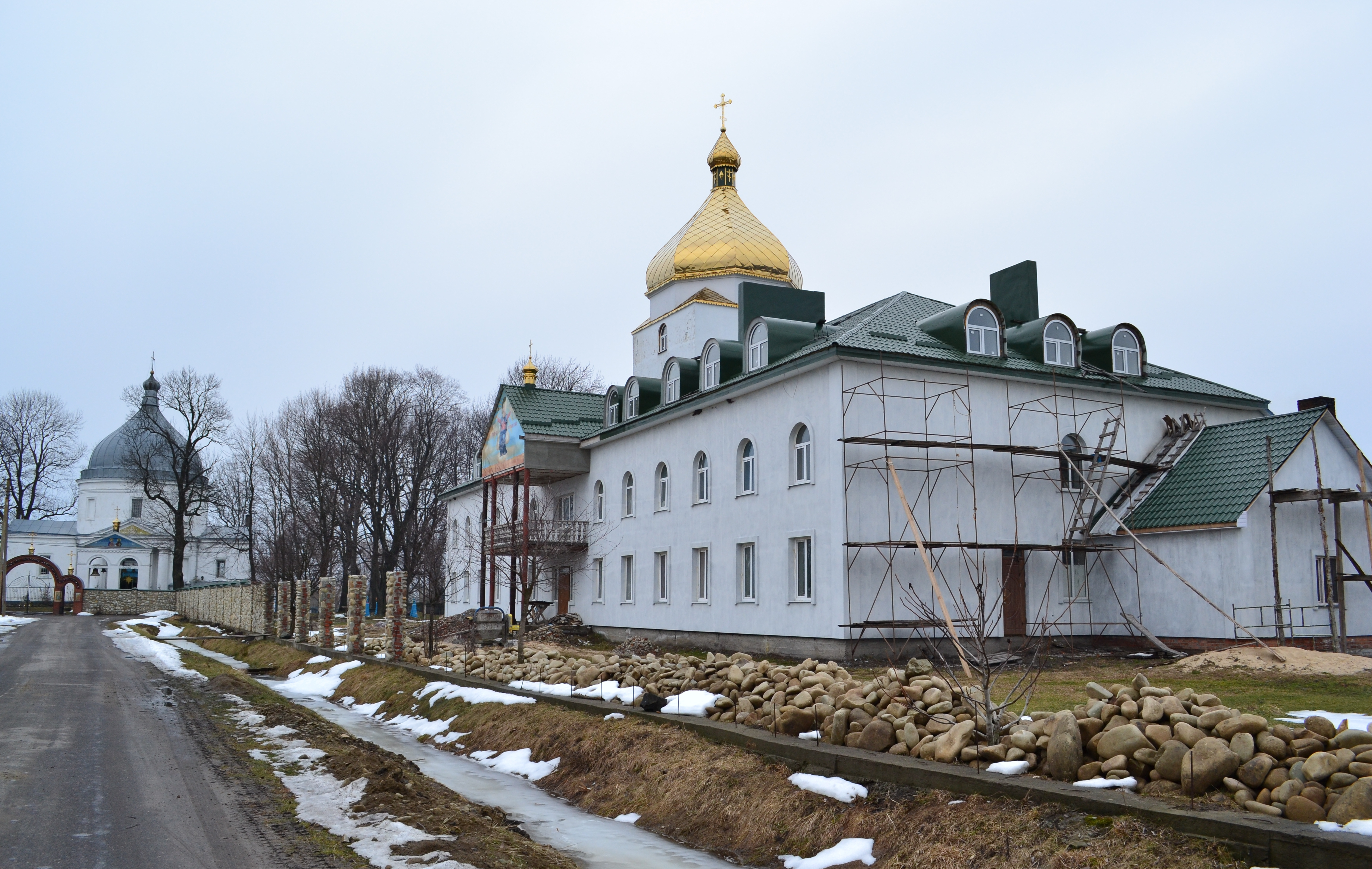
Monasterio de Pedro y Pablo, junto al lago Svitiaz

El lago Svitiaz es de origen kárstico; se formó debido a la progradación de rocas calcáreas y los subsiguientes cenotes. Hoy en día la longitud del lago es de 9,3 km, su ancho es de 4.8 km, y su superficie es de más de 27 km². El lago es alimentado por manantiales artesianos o precipitación.
El agua en Svitiaz es extremadamente transparente (en día soleado, un círculo blanco sumergido es visible a una profundidad de 8 m), limpia y suave. Se considera que es rica en iones de plata y glicerol.
A lo largo de la orilla del lago, especialmente en la zona de  "Hriada" y frente al hotel "Shatski Lakes", Svitiaz es en su mayoría poco profundo y en los días soleados se calienta rápidamente. Sobre un fondo de arena limpia se puede caminar unos doscientos metros hasta que el agua llega al pecho de un hombre adulto.  La máxima profundidad del lago es de 58,4 m y la media de 7 m.
En general, Svitiaz es un lago profundo, ya que tiene más de 10 km² por debajo de los diez metros. También hay pozos submarinos, entre ellos, Vovcha, de 20 metros, Ohriadna, de 15 m, Kamin, de 14 m y Verteneva, de 17 m. 
Hay una isla cerca del lugar más profundo de Svitiaz, que es la cavidad Holodnetska (58,4 m). Una de las leyendas cuenta que toda la Polesia solía ser un mar con ballenas. Cuando el mar se secó y solo quedaron los lugares más profundos, se convirtió en Svitiaz y su ballena se convirtió en una isla.
A principios de 1970, se llevaron a la isla varios conejos europeos para un experimento. En poco tiempo, se multiplicaron rápidamente y destruyeron buena parte de la vegetación. Aunque no representaban una amenaza para los árboles más altos de la isla, los álamos, que tenían una corteza muy áspera, los guardabosques tuvieron que eliminarlos.
La isla es uno de los pocos lugares en Ucrania donde viven los sapos Bufo calamita. También anidan de forma masiva numerosas aves, muchas de las cuales son raras. Durante la anidación está prohibido visitar la isla.
En Svitiaz y otros lagos del parque está prohibido el uso de embarcaciones a motor que puedan contaminar el agua con combustible o aceites.

## Flora y fauna
En el territorio de los lagos Shatsk se encuentran 1180 especies de plantas pertenecientes a 124 familias. Entre ellas hay 795 especies de plantas vasculares superiores y 112 briófitas. En el parque se han observado 332 especies de vertebrados: 55 de mamíferos, 241 de aves, 7 de anfibios y 29 de peces (11 familias).
Los bosques de pinos con arándanos dominan el territorio del parque. Los bosques de alisos y abedules crecen en las tierras bajas. La fauna está representada por especies típicas de los bosques: alces, jabalíes, corzos, conejos, ardillas. La nutria, el tejón, el turón y la marta son más raros. En las aguas del parque hay unas 30 especies de peces: rutilo, brema, lucio, carpa, dos especies de bagre (el pez gato americano y el siluro europeo), anguila europea y otros.
Tres tipos principales de fauna están representados dentro del Parque Nacional Shatsk: bosque, humedal y sinantrópos . En proporción, dominan el primer y el segundo tipo.
El complejo forestal incluye un tercio de los mamíferos y más de la mitad de toda la fauna del parque. 

## Sitio Ramsar

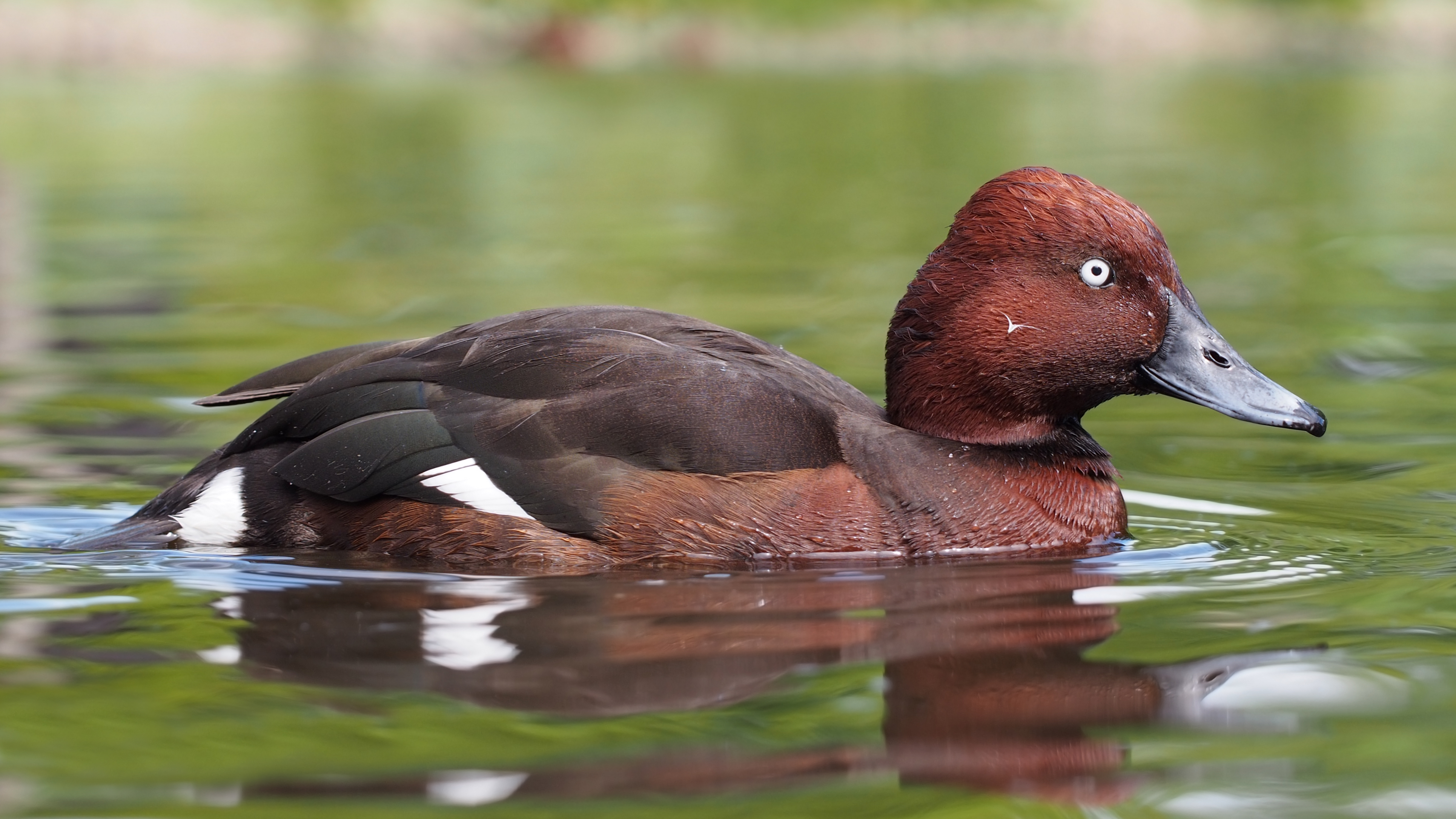
Porrón pardo

Los 23 lagos de Shatsky forman el complejo lacustre más grande de Ucrania, separados por turberas, prados y bosques. El conjunto alberga unas 41.000 aves de 75 especies que descansan en la zona durante las migraciones. Entre las especies interesantes y amenazadas, figuran el porrón pardo, la agachadiza real, el carricerín cejudo y el ánsar chico. Las prácticas humanas incluyen la silvicultura, la pesca, la recreación y la agricultura, incluido el pastoreo de ganado y la producción de heno. La caza está prohibida en la zona. Las principales amenazas para el sitio incluyen la disminución de las entradas de agua de lluvia en los últimos años y el crecimiento excesivo de arbustos en las turberas.

## Reserva de la biosfera de la Unesco

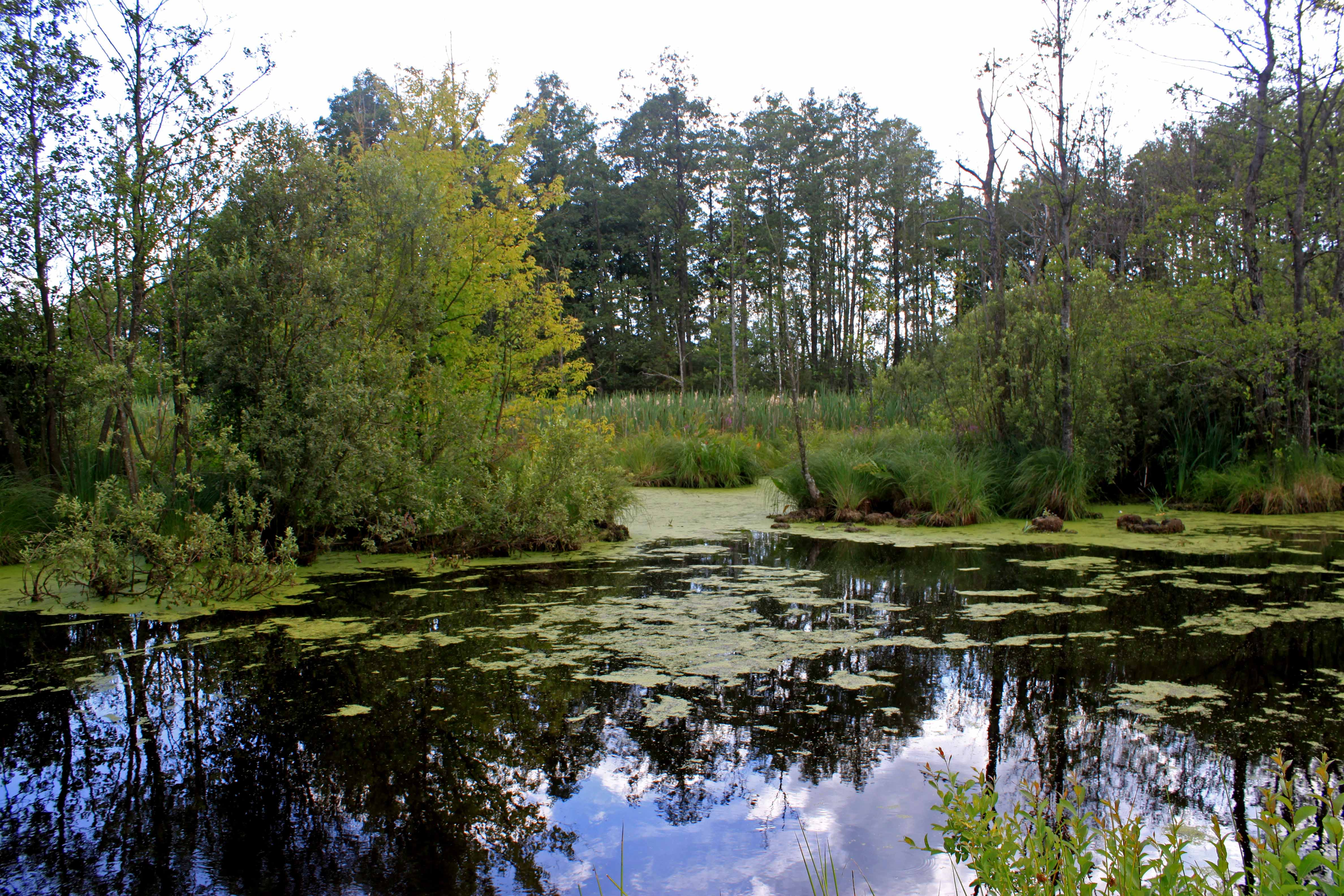
Uno de los lagos de Shatsk

La reserva de la biosfera se creó en 2002 sobre la base del Parque natural nacional de Shatsk, que existe desde 1983. Tiene una superficie de 750 km², con una zona núcleo de 57 km². La zona, que es más amplia que el parque nacional, consta del 44,3 % de bosques (59 % incluidos humedales boscosos), 29,2 % de humedales (marismas, ciénagas, pantanos, incluidos bosques y pastizales), 7,7 % de pastizales secos (p. ej., brezales), 8,7 % de masas de agua, 5,8 % de asentamientos, y 4.3 % de tierras de cultivo. Unas 17.000 personas viven en la zona de la reserva de la biosfera. Las principales actividades económicas son la silvicultura, la agricultura, el turismo y los servicios. Alrededor de 100.000 turistas visitan la reserva de biosfera anualmente con fines recreativos. La zona cuenta con una serie de centros recreativos y sanatorios.

## Zonas funcionales

Raión de Shatsk, con los lagos en el centro

Para llevar a cabo sus tareas y de acuerdo con el plan general y la Ley de Ucrania "Sobre el Fondo de Reserva Natural de Ucrania", el territorio del parque se divide en cuatro zonas funcionales. Las zonas fueron señaladas tomando en consideración factores tales como el nivel de conservación de los complejos naturales, el tipo de paisaje, las actividades económicas tradicionales, el estado de los objetos de flora y fauna, y los valores culturales y estéticos de los objetos. Las zonas distinguidas son las siguientes:
- una zona santuario (10,5%)  para proteger y restaurar los complejos naturales más preciados; está regulado por los requisitos de la reserva natural;
- una zona de recreación reglamentada (26,5%)  para proporcionar a las personas descanso y saneamiento de corta duración, así como visitas turísticas; se permite habilitar senderos turísticos y senderos ecológicos; está prohibido cortar maderas y pescar con fines industriales, cazar y realizar otras actividades que puedan causar una influencia negativa en los complejos de protección de la naturaleza y otros objetos de la zona del santuario. En este territorio hay dos caminos ecológicos: "Svitiazianka" y "Lisova Pisnia", dos puestos de recreación: "Peremut" y "Turyst" y dos puestos de información en esta zona.
- una zona de la recreación estacionaria (2.0%)  para la ubicación de los hoteles, moteles, campamentos y otros objetos que brindan el servicio de visitantes del parque. En esta zona hay tres campamentos de recreación para jóvenes, un hotel de vacaciones "Shatski Ozera", un sanatorio "Lisova Pisnia", seis instituciones educativas y 77 casas de reposo.
- una zona económica (61%) – en sus marcos se realizan actividades económicas tradicionales; están destinados a cumplir las tareas encomendadas al parque; en esta área hay asentamientos y objetos de servicio comunitario del Parque que funcionan con el respeto de los requisitos generales de protección de la naturaleza.

En el territorio del SNNP se llevan a cabo diferentes investigaciones científicas para prevenir cualquier posible deterioro de la situación ecológica en el distrito de los lagos de Shatsk.